# Kampochloa brachyphylla
Genre
Espèce
Kampochloa brachyphylla  est une espèce de  plantes monocotylédones de la famille des Poaceae, sous-famille des Chloridoideae, originaire d'Afrique australe.  C'est l'unique espèce du genre Kampochloa (genre monotypique).
Ce sont des plantes herbacées, vivaces, cespiteuses, aux tiges dressées de 15 à 30 cm de long. Les inflorescences sont composées de racèmes.

## Étymologie
Le nom générique « Kampochloa » dérive d'une racine grecques : kampḗ (καμπή), la « chenille », en référence à l'inflorescence qui présente une ressemblance fantaisiste avec une chemille, avec le suffixe chloa (χλόα), signifiant « herbe ».
L'épithète spécifique « brachyphylla » est composée de deux racines grecques : brachys (βραχύς), court, et phyllon (φύλλον), feuille, en référence au limbe foliaire court.